# Pop-Hoolista
Pop-Hoolista è il quarto album in studio del rapper italiano Fedez, pubblicato il 30 settembre 2014 dalla Newtopia.

## Descrizione

### Concezione
Registrato interamente a Los Angeles, Pop-Hoolista è un concept album che ha come tema principale il sistema politico italiano. È composto da venti brani, di cui alcuni hanno visto la partecipazione di altre cantanti italiane, come Elisa, Malika Ayane, Noemi e Francesca Michielin.

### Promozione
Durante il periodo antecedente alla pubblicazione dell'album, il 17 settembre 2014 è stato pubblicato il videoclip del brano Veleno per topic, realizzato con la partecipazione della rapper britannica Luciouz. Il 29 settembre è stato invece pubblicato il primo singolo Generazione bho, accompagnato dal relativo videoclip.
Il secondo singolo ad essere estratto dall'album è Magnifico, realizzato in duetto con Francesca Michielin (con la quale aveva realizzato in precedenza Cigno nero) e pubblicato il 31 ottobre 2014. Questo singolo si è rivelato essere un successo a livello nazionale, conquistando la prima posizione nella Top Singoli e venendo certificato sestuplo disco di platino dalla FIMI.
Il 27 marzo 2015 è uscito il terzo singolo L'amore eternit, realizzato in collaborazione con la cantante italiana Noemi e seguito dal relativo video musicale il 7 aprile. Il 15 giugno è stato invece pubblicato il videoclip del brano Non c'è due senza trash.
Il 2 ottobre è stato pubblicato 21 grammi, singolo inedito che ha anticipato la riedizione di Pop-Hoolista, denominata Cosodipinto Edition e distribuita a partire dal 9 ottobre; il sottotitolo deriva da un insulto che il rapper aveva ricevuto dal politico Maurizio Gasparri nell'ottobre 2014. A promuovere la riedizione è stato anche l'altro inedito Beautiful Disaster, inciso in duetto con il cantautore britannico Mika e pubblicato il 4 dicembre 2015.

## Tracce
1. Pop-Hoolismo (Intro) – 0:55 (Federico Lucia)
2. Generazione bho – 3:16 (testo: Federico Lucia, Nash Overstreet – musica: Nick Audino, Lewis Hughes, Christoph Bauss, Fridolin Walcher)
3. Vivere in campagna pubblicitaria – 3:32 (testo: Federico Lucia – musica: Riccardo "Roofio" Garifo, Daniele "Danti" Lazzarin)
4. Bella addormentata nel Bronx – 3:35 (testo: Federico Lucia, Fausto Cogliati – musica: Riccardo "Roofio" Garifo, Daniele "Danti" Lazzarin)
5. Veleno per topic (feat. Luciouz) – 2:53 (testo: Federico Lucia – musica: Nick Audino, Lewis Hughes, Christoph Bauss, Fridolin Walcher)
6. Voglio averti account – 3:03 (testo: Federico Lucia – musica: Nick Audino, Lewis Hughes)
7. Moet Sciandon – 2:51 (testo: Federico Lucia – musica: Nick Audino, Lewis Hughes, Christoph Bauss, Fridolin Walcher)
8. Magnifico (feat. Francesca Michielin) – 3:23 (testo: Federico Lucia, Roberto Casalino – musica: Dario Faini, Roberto Casalino)
9. Non c'è due senza trash – 3:29 (testo: Federico Lucia – musica: Fausto Cogliati, Mattia Flachi)
10. Sirene (feat. Malika Ayane) – 3:25 (testo: Federico Lucia, Marius Moga – musica: Nick Audino, Lewis Hughes, Christoph Bauss, Fridolin Walcher)
11. L'hai voluto tu – 4:14 (testo: Federico Lucia – musica: Henrik Tahl)
12. Love Cost – 3:23 (testo: Federico Lucia, Fausto Cogliati – musica: Riccardo "Roofio" Garifo, Daniele "Danti" Lazzarin)
13. Pop-Hoolista (feat. Elisa) – 3:28 (testo: Federico Lucia – musica: Fausto Cogliati, Maurizio D'Aniello, Elisa Toffoli)
14. Cardinal Chic – 3:20 (testo: Federico Lucia – musica: Rocco Rampino)
15. L'amore eternit (feat. Noemi) – 4:18 (testo: Federico Lucia, Federica Abbate, Alfredo Rapetti Mogol – musica: Takagi, Ketra, Francesco Abbate)
16. Come no – 3:08 (testo: Federico Lucia – musica: Da Beat Freakz)
17. Stereo-tipi – 3:16 (testo: Federico Lucia – musica: Nick Audino, Lewis Hughes)
18. Olivia Oil – 3:33 (testo: Federico Lucia – musica: Fausto Cogliati, Alessandro Aleotti)
19. Viva l'Iva (feat. J-Ax) – 3:12 (testo: Federico Lucia, Alessandro Aleotti – musica: Riccardo "Roofio" Garifo, Daniele "Danti" Lazzarin, Mattia Flachi)
20. M.I.A. (feat. Boomdabash) – 3:15 (testo: Federico Lucia, Angelo Rogoli, Faydee Fatrouni – musica: Nick Audino, Lewis Hughes, Christoph Bauss, Fridolin Walcher)

Contenuto bonus nella Cosodipinto Edition
- CD

1. 21 grammi – 3:42
2. Beautiful Disaster (Fedez & Mika) – 3:46

- DVD

1. Pop-Hoolista Tour Live – 110:00

## Successo commerciale
Il disco ha debuttato alla prima posizione della classifica italiana degli album, venendo certificato disco d'oro dalla FIMI a una settimana dalla sua pubblicazione. Dopo quattro settimane l'album è stato certificato disco di platino dalla FIMI per aver raggiunto la soglia delle 50 000 copie vendute. Al termine dell'anno, l'album è stato certificato doppio disco di platino per aver venduto oltre 100 000 copie, mentre nel mese di settembre 2015 è stato certificato triplo disco di platino per le oltre 150 000 copie vendute.
Inoltre, quattro brani tratti dall'album, Sirene, L'hai voluto tu, Non c'è due senza trash e M.I.A., pur non essendo stati pubblicati come singoli, sono stati certificati disco d'oro dalla FIMI.

## Classifiche
| Classifica (2014) | Posizione massima |
| ----------------- | ----------------- |
| Italia            | 1                 |